# Брыкин, Серафим Васильевич
Серафим Васильевич Бры́кин (22 июня 1905, Орша, Могилёвская губерния — 4 января 1980, Москва) — советский военачальник, генерал-лейтенант технических войск (1957).

## Биография
Родился 9 (22) июня 1905 года в Орше, Могилёвской губернии.
1913—1920 гг. учёба в школе. 1920—1925 гг. Александровское средне-техническое железнодорожное училище в городе Елец. С августа 1925 по май 1926 г. — ремонтный рабочий и техник-десятник на 5 участке служебного пути станции Абдулино. С мая 1926 по январь 1927 г. техник по развитию на станции Бигосово. С января 1927 г. по октябрь 1927 г. техник по новым работам на станции Орша.
С 1927 по 1932 год учился в Ленинградском институте инженеров путей сообщения, который окончил с квалификацией инженера железнодорожного транспорта. Специальным приказом РВС СССР был призван в ряды Красной армии в 22-й строительный железнодорожный полк особого корпуса на должность инженера батальона. В 1936 году переведён в управление железнодорожной бригады.
Во время Великой Отечественной войны воевал в железнодорожных войсках на фронтах: Юго-Западный (22.06.1941 — 07.1942) — начальник производственно-технического отдела; Сталинградский и Воронежский фронт (07.1942 — 10.1942) — начальник штаба бригады, начальник штаба ж/д войск воронежского фронта с 10.1942-03.1943 гг., помощник начальника, зам. начальника железнодорожных войск по 10.1943; Украинский фронт (с 10.1943 до конца войны).
По окончании войны переведен в г. Москву на должность начальника управления мостов в Главном управлении военно-восстановительных работ. С августа 1951 г. главный инженер ж/д войск ГУЖВ. Далее работал начальником производственного управления, зам. начальника ГУЖВ. В феврале 1957 г. уволен в запас в звании генерал-майор инженерно-технической службы.
В 1952 г. присуждена Сталинская премия II степени «За создание электрифицированного двухконсольного крана грузоподьемностью 120 тонн».
В 1957 г. избран членом-корреспондентом Академии строительства и архитектуры.
Работал:
- 1957—1961 директор Всесоюзного НИИ Транспортного строительства;
- 1961—1963 доцент Заочного института инженеров транспорта;
- 1963—1972 заведующий военной кафедрой МИИТ.
- 1972—1977 преподаватель военной кафедры.

Умер 4 января 1980 года. Похоронен на Кунцевском кладбище.

## Награды и премии
СССР
- три ордена Красного Знамени (04.12.1944, 11.06.1945, 13.06.1952)
- орден Отечественной войны I степени (13.09.1943)
- три ордена Красной Звезды (05.11.1942, 08.04.1943, 30.04.1947)
  - медали, в том числе:
  - «За боевые заслуги» (03.11.1944);
  - «За оборону Сталинграда»;
  - «За оборону Киева»;
  - «За победу над Германией в Великой Отечественной войне 1941—1945 гг.»;
  - «За победу над Японией»;
  - «За взятие Берлина»;
  - «За освобождение Праги»;
  - «Ветеран труда»;
  - «Ветеран Вооружённых Сил СССР»;

- Сталинская премия второй степени (1952)
- дважды Почётный железнодорожник СССР

Других государств
- орден «Крест Грюнвальда» III степени (ПНР) (1945)
- медаль «За Одру, Нису и Балтику» (ПНР) (1945)
- медаль «Победы и Свободы» (ПНР) (1945)